# Дипломатія соціальних мереж
Поняття дипломатії соціальних мереж було створене в жовтні 2008 року в результаті обміну випадковими нотатками в Twitter. Президент США Барак Обама використовував Facebook та інші соціальні мережі у своїй передвиборчій кампанії. Термін дипломатії соціальних мереж додатково ввели і розробили, щоб описати потенційну м'якої сили, яка може бути створена за допомогою Інтернет інструментів соціальних мереж, таких як Facebook та Вконтакті. Для боротьби проти тероризму і для перешкоджання репресивним урядам та групам бойовиків у обговоренні в соціальних мережах.
Під час грудневої конференції в Нью-Йорку, молодший секретар США з публічної дипломатії Джеймс Глассман сказав: «Нова технологія дає США та іншим вільним народам істотну перевагу перед терористами». У своєму виступі в Колумбійському університеті , він зсилався на ілюстрації того, як дипломатія соціальних мереж та он-лайн діяльність, допомагла у досягненні успіху, а також закликав створювати глобальну обізнаність щодо питань у Колумбії проти сумнозвісного ФАРК